# Esther Hageman
Esther Johanna Hageman (Den Haag, 9 augustus 1957 – Houston (Mississippi), 22 april 2009) was een Nederlandse journaliste.

## Levensloop
Hageman begon haar journalistieke loopbaan tijdens haar studie, eind jaren 70, bij het Leids Universitair Weekblad Mare. Ze stapte in 1981 over naar het universiteitsblad Delta van de Technische Universiteit Delft. Vervolgens werkte ze als parlementair journalist bij de Volkskrant. Ze kreeg onder meer bekendheid door de publicaties over de invloed van een adviesbureau bij het ministerie van VROM. In 1994 stapte ze over naar Trouw. Daar was ze in eerste instantie chef van de onderwijsredactie. In deze functie was ze betrokken bij de invoering in 1997 van het onderdeel 'Schoolprestaties'. In deze rubriek worden jaarlijks de uitkomsten van de inspectie van de scholen in het voortgezet onderwijs uitgebreid uit de doeken gedaan. Hierdoor kwam de ontwikkeling van de kwaliteitskaart van scholen in een stroomversnelling. Later werkte Hageman mee aan het katern de Verdieping. De laatste jaren van haar leven schreef ze voor Naschrift, een nieuwe, door haar toedoen gestarte rubriek van Trouw waarin levensbeschrijvingen van pas overleden personen staan. Zijzelf schreef daarin vooral over minder bekende personages.

## Fatale afloop
Esther Hageman overleed op 51-jarige leeftijd nadat zij op de Natchez Trace Parkway in Mississippi was aangereden door een auto tijdens een fietstocht door het zuidelijke gedeelte van de Verenigde Staten. De veroorzaker van het ongeluk bleek onder invloed van morfine te hebben gereden.